# Liessel

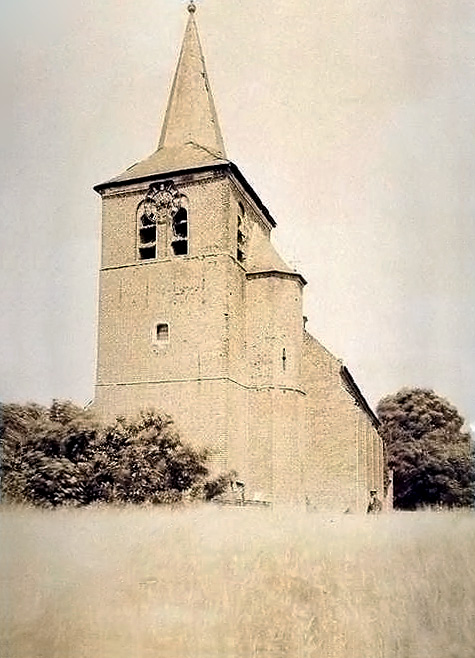

Liessel est un village situé dans la commune néerlandaise de Deurne, dans la province du Brabant-Septentrional. Le 1er janvier 2008, le village comptait 3 272 habitants.